# Peter Dombrowski
Peter Dombrowski (* 6. Juli 1928 in Bromberg; † 2. Juni 2025 in Bonn) war ein deutscher Mathematiker und Hochschullehrer, der sich mit Differentialgeometrie beschäftigte.

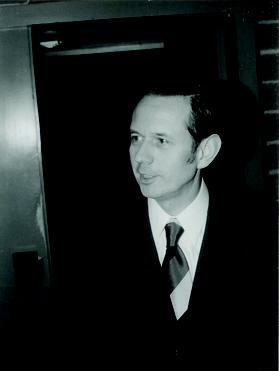
Peter Dombrowski

## Leben
Dombrowski studierte ab 1946 bei Helmut Hasse, Erhard Schmidt und Willi Rinow an der Humboldt-Universität Berlin (Diplom 1952) und folgte Rinow an die Universität Greifswald, wo er von 1950 bis 1955 dessen Assistent war. 1955 verließ er die DDR aus politischen Gründen und wurde wissenschaftliche Hilfskraft an der Universität Bonn bei Ernst Peschl. Er wurde 1957 in Bonn bei Wolfgang Krull promoviert (Zur Substitutionsregel für n-dimensionale Lebesguesche Integrale in reellen Zahlräumen und Mannigfaltigkeiten). In Bonn studierte er auch bei Friedrich Hirzebruch, war ab 1957 dessen erster Assistent und später ein enger Mitarbeiter. 1959/60 und 1960/61 war er Moore-Instructor am Massachusetts Institute of Technology. 1962 habilitierte er sich und wurde danach Dozent in Bonn. Ab 1966 war er ordentlicher Professor an der Universität zu Köln.
Von 1970 bis 1983 war er Herausgeber der Mathematischen Annalen.
Er ist nicht mit Peter J. Dombrowski (* 1962) zu verwechseln, Professor am Naval War College in Newport (Rhode Island).

## Schriften
- Wege in euklidischen Ebenen. Kinematik der Speziellen Relativitätstheorie. Eine Auswahl geometrischer Themen mit Beiträgen zu deren Ideen-Geschichte, Springer Verlag 1999
- Differentialgeometrie in G. Fischer u. a. Ein Jahrhundert Mathematik, Vieweg 1990
- Differentialrechnung I und Abriß der Linearen Algebra, BI Hochschultaschenbuch 1970
- 150 years after Gauß´ Disquisitiones generales circa superficies curvas, Asterisque, Band 62, 1979, S. 97–153
- Differentialgeometrie – 150 Jahre nach den "Disquisitiones generales circa superficies curvas" von Carl Friedrich Gauß, Abhandlungen der Braunschweigischen   Wissenschaftlichen Gesellschaft Band 27, 1977, S. 63–102
- Mitautor und Herausgeber: Vorträge über die Theorie der Umlaufszahl und ihre Anwendungen, Seminar über Topologie von Friedrich Hirzebruch 1956/57, Bonn, Mathematisches Institut
- On the geometry of the tangent bundle. J. Reine Angew. Math. 210 1962 73–88.